# Всі відтінки спокуси
«Всі відтінки спокуси» — майбутній український еротичний фільм-трилер 2026 року режисерки Ірина Громозди з Оленою Лавринюк та Володимиром Дантесом у головних ролях. Прем'єра фільму в Україні запланована на 2026 рік.

## Сюжет
Дія фільму розгортається у Лемберзі (сучасний Львів) у 1897 році. Головна героїня, Амелія Крижевська-Зег, донька Йогана Зега, повертається до родинного маєтку після весільної подорожі. Сповнена оптимізму й віри у власні сили, Амелія планує розпочати нову сторінку свого життя, реалізувавши давню мрію — відкрити власну аптеку. Однак подальший розвиток подій поступово змінює її уявлення про дім і близьке оточення: затишний родинний простір перетворюється на місце прихованої небезпеки, а сподівання героїні — на нездійсненні прагнення.

## Акторський склад
- Олена Лавренюк — Амелія Крижевська-Зег
- Володимир Дантес
- Оксана Черкашина
- Олена Хохлаткіна
- Даніель Салем

## Виробництво
Режисером фільму є Ірина Громозда, для якої «Всі відтінки спокуси» став першим повнометражним проєктом. Виробництво здійснює компанія Solar Media Entertainment за підтримки Державного агентства України з питань кіно. 8 серпня 2025 року було оприлюднено перший тизер фільму. 